# 國立臺灣科技大學
國立臺灣科技大學（簡稱臺灣科大、臺科大）是臺灣第一所技術實務型高等教育機構，1974年立校，主校區位於臺北公館。
臺科大成立於1970年代初期，前身為國立臺灣工業技術學院，當時教育部基於台灣進入工業及經濟發展時期，決定設置一所培養高級工程和管理人才、主導授課和實務相融的高等技術學府，2001年在教育部籌劃之研究型大學計畫（國立大學研究所基礎教育重點改善計劃）中列入首批之9所重點研究型大學之一，自2023年整併華夏科大校舍後，共擁有6個校區涵蓋7個學院，設有工程學、商學、建築學、設計學等學科，學生數約一萬出頭，學士班及碩博士人數占比約各半，其中，近年來該校的碩博士國際學生為臺灣所有大學中人數最多。

## 校徽
資訊框陳列的臺灣科技大學校徽，其意象是扳手與螺絲。為了行銷臺灣科技大學的形象，校方設計名稱能與校徽意義呼應的老虎坂守（Benjamin）、鴨子蘿絲（Rossie）等吉祥物，其亦包含務實動手做的精神。

## 校訓
校訓用詞非常精簡，是精誠2字，其目標是培養器識先於技能，技能進於智慧的人才，含意是精於做事，誠以待人。

## 歷史
1974年創立「國立臺灣工業技術學院」，首招學士學位生，並於1979年設碩士學部，1982年設博士學部。1997年改名「國立臺灣科技大學」。
2016年，臺科大於美國加州矽谷成立「臺科大矽谷中心」，送新創團隊到矽谷培訓，結合校友資源，並安排企業參訪與實習，助新創團隊和國際接軌。
2018年，參與政府與友邦巴拉圭雙邊合作，協助設立臺巴科技大學，並提供師資、設計課程、建校藍圖及購買實驗室設備。臺巴科大學生可於在學期間到臺科大進行交換。
2023年，臺科大列入教育部《大專校院學生雙語化學習計畫》第2階段的7所重點培育學校之一，與清華大學、政治大學同為雙語化計畫首次加入的高等教育學校。

## 歷任校長
臺灣科技大學的歷任校長：
| 國立臺灣工業技術學院時期 | 國立臺灣工業技術學院時期 | 國立臺灣工業技術學院時期 | 國立臺灣工業技術學院時期 | 國立臺灣工業技術學院時期 | 國立臺灣工業技術學院時期 |
| 次序                     | 院長姓名                 | 任期                     |                          |                          |                          |
| ------------------------ | ------------------------ | ------------------------ | ------------------------ | ------------------------ | ------------------------ |
| 1                        | 陳履安                   | 1974年8月─1978年1月      |                          |                          |                          |
| 2                        | 毛高文                   | 1978年2月─1981年7月      |                          |                          |                          |
| 3                        | 石延平                   | 1981年8月─1990年7月      |                          |                          |                          |
| 4                        | 劉清田                   | 1990年8月─1997年7月      |                          |                          |                          |
| 國立臺灣科技大學時期     |                          |                          |                          |                          |                          |
| 次序                     | 校長姓名                 | 任期                     |                          |                          |                          |
| 1                        | 劉清田                   | 1997年8月─2000年7月      |                          |                          |                          |
| 代理                     | 陳希舜                   | 2000年8月─2000年12月     |                          |                          |                          |
| 2                        | 陳舜田                   | 2000年12月─2005年1月     |                          |                          |                          |
| 3                        | 陳希舜                   | 2005年2月─2013年1月      |                          |                          |                          |
| 4                        | 廖慶榮                   | 2013年2月─2021年1月31日  |                          |                          |                          |
| 5                        | 顏家鈺                   | 2021年2月1日─            |                          |                          |                          |

## 教學單位
教學單位除共同教育委員會以外列表如下：
| 學院         | 成立年份 | 系、所、學程及學士班 | 簡要介紹                                                                                       |
| ------------ | -------- | --- | ---------------------------------------------------------------------------------------------- |
| 工程學院     | 1998年   | - 自動化及控制研究所 - 高階科技研發碩士學位學程（EMRD在職專班） - 機械工程系 - 材料科學與工程系 - 營建工程系 - 化學工程系 - 工程學士班 - 先進科技全英語學士學位學程                                                       |                                                                                                |
| 電資學院     |          | - 光電工程研究所 - 電子工程系 - 電機工程系 - 資訊工程系 - 電資學士班 |                                                                                                |
| 管理學院     | 1998年   | - 管理研究所 - 工業管理系 - 企業管理系 - 財務金融研究所 - 資訊管理系 - 管理學院MBA - EMBA碩士在職專班 - 科技管理研究所 - 管理學士班 - 財務金融學士學位學程 - 科技管理學士學位學程                                         | 2005後和美國哈佛大學交流及選派人員受訓 曾獲得EQUIS、AACSB等認證                                |
| 人文社會學院 | 1998年   | - 數位學習與教育研究所 - 應用外語系 - 人文社會學科 - 師資培育中心 |                                                                                                |
| 設計學院     |          | - 設計系 - 建築系 |                                                                                                |
| 應用科技學院 | 2008年   | - 應用科技研究所 - 醫學工程研究所 - 專利研究所 - 色彩與照明科技研究所 - 全校不分系學士班 - 應用科技學士學位學程 - 全球發展工程學士學位學程 - 色彩影像與照明科技學士學位學程 - 智慧財產學士學位學程 - 醫學工程學士學位學程 | 舊稱精誠榮譽學院                                                                               |
| 產學創新學院 | 2022年   | - 智慧製造科技研究所 - 人工智慧跨域科技研究所 - 能源永續科技研究所 - 先進半導體科技研究所 | 依《國家重點領域產學合作及人才培育創新條例》設立。先進半導體科技研究所2025年開放招收國際學生。 |

## 分校區

### 華夏校區
國立臺灣科技大學華夏校區校地經由華夏科技大學捐贈，並由兩間學校共同協助捐贈校地的原校學生畢業。於2023年8月5日正式成立。

### 新竹分部
位於新竹縣竹北市，首座建築「前瞻研發中心」於2017年正式啟用，並舉行了落成典禮。該中心於2015年開工建設，是新竹分部的首座校舍，設計以合院式中庭為特色，並將校徽造型融入建築的入口設計中。
其餘部分於2020年5月正式動工，規劃國際書院大樓及先進產學中心和教職員及學生宿舍、校園餐廳等。

## 學生相關組織

### 學生會
臺科大學生會於2007年改組成立，會長由全校學生選舉，設有秘書室協助會長，會長下設「行政部門」，行政部門有學權部、財務部、學術部、活動部、行銷部、公關部，行政部門另設有社團輔導委員會級選舉委員會。學生會亦設有「學生議會」作為立法機關，由學生議員組成，並由學生議員互選的學生議會議長主持，下設秘書處及各種委員會。「學生評議會」則為司法機關，由會長提名、學生議會同意的評議委員組成，並由主任評議委員主持。

### 校友組織
校友組織包含校友會、傑出校友聯誼會。其中校友會可以分成總會、地區分會、海外地區分會及隸屬學院的系友會。為了建立品牌形象，由該校商管學院副院長創設國際校友會，期望吸引外籍學生留在台灣就業。

## 校際交流
在台灣境內，臺灣科技大學與其他學校共同成立系統或聯盟，如國立臺灣大學系統。
與其他區域的複數學校也有其他合作關係，如全球產學未來人才培養策略聯盟，或者與個別學校諸如與日本東京工業大學有研究及教學上的交流，與不同學校辦理雙聯學位計畫，像是澳洲昆士蘭大學、英国布里斯托大學。

## 外部連結
- 國立臺灣科技大學 （页面存档备份，存于）（繁體中文）（英文）
- 國立臺灣科技大學圖書館 （页面存档备份，存于）（繁體中文）（英文）
- （页面存档备份，存于） 設計學院]
- 國立臺灣科技大學圖書館的Facebook專頁
- 大專校院校務資訊公開平台 （页面存档备份，存于）